# Edderitz
Edderitz este o comună din landul Saxonia-Anhalt, Germania.